# Koman Coulibaly
Koman Coulibaly (Bamako, 4 luglio 1970) è un ex arbitro di calcio maliano.

## Carriera
Di professione ispettore finanziario, diviene internazionale fin dal 1999.
In carriera prende parte a ben sette edizioni consecutive della Coppa d'Africa (2002, 2004, 2006, 2008, 2010, 2012 e 2013), superando il record di sei partecipazioni, detenuto dal beninese Coffi Codjia e dall'etiope Tesfaye Gebreyesus. Nell'edizione angolana del 2010, ottiene per la prima volta la direzione della finale, disputata nell'occasione tra Ghana ed Egitto.
Le doti tecniche gli consentono di essere segnalato fortemente alla FIFA, che quindi lo inserisce tra i cinque direttori di gara africani precandidati per i Mondiali di calcio 2010 in Sudafrica (gli altri sono il sudafricano Jérôme Damon, l'algerino Mohamed Benouza, il seychellese Eddy Maillet e il beninese Coffi Codjia).
In preparazione alla rassegna iridata, viene impiegato in due tornei internazionali: nel 2007 partecipa al Campionato mondiale di calcio Under-17 in Corea del Sud, e nel 2009 viene riconvocato per lo stesso torneo, disputatosi stavolta in Nigeria. Qui gli viene assegnata, tra le altre partite, la finale per il III posto tra Colombia e Spagna.
Essendo stato selezionato per i Mondiali 2010, diventa il secondo fischietto maliano della storia a riuscirci, dopo l'apparizione di Idrissa Traore nel 1986 in Messico (sfiorò l'impresa anche Sidi Magassa, invitato nel 1998 in Francia, poi depennato dalla lista poco prima della competizione; come assistente, invece, il maliano Dramane Dante vanta tre partecipazioni ai Mondiali di calcio, nel 1998, 2002 e 2006).
Ai mondiali del 2010 suscita clamore la sua direzione di gara nella partita Slovenia-Stati Uniti, terminata 2-2 e valida per la seconda giornata del gruppo C, disputatasi il 18 giugno 2010. A pochi minuti dalla fine (risultato parziale 2-2) l'arbitro maliano fischia un non ben precisato fallo di confusione, fermando un'azione nata da un calcio di punizione. Nella mischia Maurice Edu aveva però siglato il 3-2 per la sua squadra. Sarebbe stata una vittoria fondamentale per gli Stati Uniti, che avrebbero potuto ipotecare il passaggio del turno, dopo il pareggio ottenuto nella prima giornata contro l'Inghilterra. A seguito di questo episodio, la stampa statunitense si scaglia contro il fischietto maliano, e si apprende anche della volontà della FIFA di fermare il direttore di gara africano.
Il 29 giugno 2010 la FIFA esclude la terna dal prosieguo dei mondiali assieme a quelle capitanate da Busacca, Larrionda, Lannoy e Rosetti.
Nel gennaio del 2012 è selezionato dalla CAF per la Coppa delle nazioni africane 2012. Nell'occasione dirige solo una partita della fase a gironi.
Nel gennaio del 2013 è nuovamente selezionato per la Coppa d'Africa 2013. Viene designato solamente per dirigere una partita della fase a gironi.
Nell'ottobre del 2013 è designato per dirigere uno dei cinque spareggi CAF per l'accesso ai mondiali 2014, e precisamente la sfida di andata tra Tunisia e Camerun.
Nel gennaio del 2015 è selezionato per la Coppa d'Africa 2015. Sarà la sua ottava apparizione nella manifestazione continentale, record di sempre per un arbitro africano. In questa ultima circostanza, è designato solamente per dirigere una partita della fase a gironi.